# オイル語
オイル語（オイルご、フランス語: langue d'oïl）、または「オイル諸語」（langues d'oïl）は、中世時代の北フランスで話されていた俗ラテン語の末裔たる諸言語の総称。
現代のいわゆるフランス語が、イル・ド・フランスで使われていたオイル語の一種（フランシア語）から発達したものであるがゆえに、「古フランス語」と同義のごとくに扱われることもあるが、実際には、フランシア語はオイル諸語の中の一言語（もしくは一方言）に過ぎなかった。
ワロン語などのバリエーションは近世・近代においてフランス語の方言として処理されたが、その言語的差異は明らかに独立言語としての特徴を有している。未だ続けられるフランスの強圧的な言語政策によって危機に瀕するこれらの言語は、地方で母語として使われている。
なお、「オイル（諸）語」（langue(s) d'oïl）という名称は本来、南フランスの諸言語を指す呼称「オック（諸）語」（langue(s) d'oc）と対を成して使われてきたものである。両者諸言語の間にはさまざまな違いが見てとれるが、とくに目をひく単語、すなわち日本語の「はい」・英語の yes に相当する北仏の oïl、南仏の oc に着目して、「oïl の言葉」「oc の言葉」というように大ざっぱな区別としたものであった。
オイル語の流れをひく現代フランス語の oui 「はい、yes」は、この oïl の転訛、もしくは変異形であるということになる。

## 分類
- オイル諸語（仏: langues d'oïl）
  - 北オイル語
    - ワロン語（Walon、仏: wallon）
    - ピカルディ語（Picard、patwé、ch'ti、ch'timi、rouchi、仏: picard）

  - 東オイル語
    - ロレーヌ語（Lorin、仏: lorrain、lorrain roman）
    - ゴーム語（Gaumais）※ワロン南地域の「ベルギー・ロレーヌ（仏: Lorraine belge）」に「ロレーヌ語」
    - シャンパーニュ語（Champaignat、仏: champenois）
    - フランシュ＝コンテ語（Franc-Comtois）
    - ブルゴーニュ語（Bourguignon）

  - 西オイル語
    - ノルマン語（Norman）
      - アングロ＝ノルマン語（Anglo-Norman）
      - オルダニー語（Auregnais）
      - ガーンジー語（Guernésiais）
      - ジャージー語（Jèrriais）
        - サーク語（Sercquiais）

      - コタンタン語（Cotentinais）
      - コー語（Cauchois）
      - オージュ語（Augeron）

    - ガロ語（Gallo）
      - モンソー語（Manceau）
      - マイエンヌ語（Mayennais）

    - ポワトゥー語（Poitevin）
    - サントンジュ語（Saintongeais）

  - 南オイル語
    - ベリー語（Berrichon）
    - ブルボン語（Bourbonnais）

  - 中央オイル語
    - 古フランス語（Franceis、françois、仏: ancien français）
      - 中世フランス語（Franceis、françois、仏: moyen français）※時々は古フランス語の一時代区分のように考える。
        - （現代）フランス語（Français、仏: français moderne）

    - フランシア語（Francien）、或いはイル＝ド＝フランス語（Francilien）、パリ語（Parisien）
    - ユダヤ・フランス語（Tsarfatit、仏: sarphatique）

上記の言語はいずれもフランス語の方言ではなく兄弟言語であり、地方言語である。学術的には保護されるべきであるが、フランスはヨーロッパ地方言語・少数言語憲章に署名していないので、オック語やフランコプロヴァンス語ともども話者の高齢化が進んでしまっている。